# Lighthouse (centre d'art)
 (avril 2013).
Le Lighthouse (littéralement : le « phare » ) est un centre d'art situé dans la ville de Poole, dans le Dorset, en Angleterre. C'est le plus grand centre d'art au Royaume-Uni en dehors de Londres, d'après le conseil des arts d'angleterre (en).